# Ленско-Камчатская магистраль
Ленско-Камчатская железнодорожная магистраль (ЛКМ) — проект железной дороги на Дальнем Востоке России протяжённостью около 5 тысяч километров, обеспечивающей круглогодичное сообщение населённых пунктов Камчатского края с Восточной Сибирью и югом Дальнего Востока.

## История проекта
Первые предложения по постройке железной дороги на Камчатку появились ещё в XIX веке.
Наряду с проектами переправы через Берингов пролив, магистраль до Чукотки и Камчатки предлагалась как один из ключевых проектов транспортного освоения Крайнего Севера. В 1970-х один из отечественных изыскателей, проектировщик довоенного БАМа, руководитель байкальской экспедиции Бамжелдорпроекта Эдгар Норман предложил проект Ленско-Камчатской магистрали, проходящий от Усть-Кута до Петропавловска-Камчатского.

## Современное состояние

Приблизительная схема Ленско-Камчатской линии (2020)

В 2009 году российские инженеры представили схему новой Ленско-Камчатской железнодорожной магистрали. Предполагается провести её от Усть-Кута по левому берегу р. Лены до Якутска. Далее до Магадана по двум возможным путям:
- северный (менее предпочтительный — суровые природные условия) по берегу реки Алдан, через хребты Сетте-Дабан, Сунтар-Хаята и Оймяконское нагорье, через хребет Черского и Майманджинский хребет;
- южный до Усть-Маи далее по долинам рек Маи (приток Алдана) и Юдомы (приток Маи), затем к Охотску и по побережью к Магадану.

После Магадана ЛКМ укладывается по берегу Охотского моря до Пенжинской губы и пересекает её в самой узкой части (по плотине предполагаемой Пенжинской ПЭС в этой же части Пенжинской губы, оба проекта могли бы дополнить друг друга). Затем по восточному побережью Камчатки магистраль спускается южнее до реки Камчатки, вдоль неё доходит до дороги Усть-Большерецк — Петропавловск-Камчатский и достигает Петропавловска-Камчатского. Общая протяжённость железнодорожной магистрали около 5 тыс. км.
Преимущество южного варианта прокладки пути до Магадана раскрывается в возможности соединения ЛКМ с БАМ и Транссибом через связующее звено Усть-Юдома — Комсомольск-на-Амуре. Магистраль предполагается прокладывать по возможности вдоль рек или морских берегов, что облегчит и ускорит строительство за счёт использования водного транспорта и применения гидромеханизации земляных работ.
Дополнительный стимул проекту может оказать успешное завершение строительства Амуро-Якутской железнодорожной магистрали.